# 美國狙擊手 (電影)
《美國狙擊手》（英語：American Sniper）是一部於2014年上映的美國傳記戰爭劇情電影，為克林·伊斯威特執導，傑森·霍爾編劇。該片以由克里斯·凱爾、史考特·麥克恩和吉米·迪弗利斯所著的回憶錄《美國狙擊手：美國軍事史上最致命狙擊手的自傳》架構基礎。電影跟隨凱爾的生活，凱爾為美國軍事史上最致命的狙擊手，在伊拉克戰爭中的4次任務中射殺255人，其中160次獲美國國防部正式確認。雖然凱爾為他的軍事成就而慶祝，但他的任務對他個人和家庭生活造成沉重的負擔。克林·伊斯威特、勞勃·羅倫茲、安德魯·拉扎爾、布萊德利·庫柏與彼得·摩根擔任製片。布萊德利·庫柏飾演凱爾，席艾娜·米勒飾演他的妻子泰雅，而路克·葛萊姆斯、傑克·麥克道曼、科瑞·哈德里克、凱文·洛茲、納維德·奈嘉班和凱爾·歐唐納等人則在該片中擔任配角。
該片的全球首映禮於2014年11月11日在美國電影學院影展舉行，之後在12月25日於美國有限上映，並於2015年1月16日開始廣泛發行。《美國狙擊手》取得巨大的成功，全球票房總額逾5.47億美元，使其成為2014年美國最賣座的電影（3.5億美元），歷史總榜上票房成績最高的戰爭電影（未考慮通貨膨脹），以及伊斯威特迄今最成功的作品。
電影獲得普遍影評人肯定的評論，多數讚譽指向庫柏的主演表現和伊斯威特的導演功力，雖然該片因其描述的伊拉克戰爭及克里斯·凱爾引發一些爭議。在第87屆奧斯卡金像獎上，《美國狙擊手》奪下6項提名，包含最佳影片、最佳改編劇本和庫柏的最佳男主角獎，最終榮獲最佳音效剪辑奖。

## 劇情
生長於德克薩斯州的克里斯·凱爾希望自己長大後能成為牛仔，從小父親就教他如何狩獵鹿和射擊步槍，並表示要他和弟弟要成為保護「綿羊」免於「狼」傷害的「牧羊犬」。多年後，在抓到女友與別的男人上床後，凱爾看見新聞的1998年美國大使館爆炸案和海軍招兵公告時，他選擇加入了海豹部隊訓練，並成為了美國海軍海豹部隊的狙擊手。
凱爾在酒吧認識了泰雅·勞倫絲，並結了婚。婚禮後沒多久後，2001年的911恐怖襲擊事件爆發，凱爾被派遣至伊拉克執行他的首次實戰任務；並擊殺了試圖用手榴彈攻擊美國海軍陸戰隊的一對母子，免於美軍遭受傷害，儘管他多次擊殺的優秀表現被封為「傳奇」和「美國軍事史上最致命狙擊手」，但這讓他一點都高興不起來。凱爾回到家裡，迎接他的妻子泰雅生下的兒子。但戰爭的經歷記憶使他分心，這令妻子十分在意，泰雅不喜歡自己的丈夫經常被軍隊叫去出任務，她十分要求凱爾多關心家人。
凱爾留下的第二個任期，他被升為上士，並分配到追捕阿布·穆薩布·扎卡維。他和隊友在住家進行搜索，凱爾提供地方長老10萬美元告訴他們扎卡維手下的頭號殺手「屠夫」下落。但該計劃都被破壞時，屠夫抓住了長老和其兒子，用電鑽殺了兒子並槍殺長老。他下令誰和美國兵交談誰就得死，並發出對凱爾的懸賞金。當凱爾又回到家裡，看他第二個孩子是個女兒，但也和家人的關係越來越遠。
第三次出任務時，畢大個因屠夫受重傷，使得他們返回戰地。凱爾決定返回到現場並繼續執行任務。但這又使他們失去了馬克，讓凱爾十分內疚並打算參與第四次出征。但泰雅無法理解他的決定，告訴凱爾自己需要他，這意味著他們的關係離得越來越遠。夫妻倆參加了友兵的葬禮，泰雅擔心自己的丈夫也會因此喪命。
凱爾被分配捕捉敵方狙擊手穆斯塔法，穆斯塔法常襲擊美國陸軍戰鬥兵建築。凱爾儘管面臨著會曝光自身位置的風險，但仍決心遠距離開槍打死了讓美軍頭痛的穆斯塔法，在美軍位置曝光後，引來了大量的武裝叛亂分子。雙方交火之際，美軍子彈即將用盡，凱爾向泰雅通話表示自己準備回家，接著武裝直升機前來支援。在沙塵暴的掩護下，部隊得以撤離，受傷的凱爾拋下了狙擊槍和裝備上車離開。
回到美國後，凱爾無法完全適應平民生活。他向心理醫生表示自己是難以脫離戰場的退伍軍人，經過醫生的檢查後，他才知道自己患上了创伤后压力症候群。他共殺了160人，心理醫生鼓勵他，在醫院幫助受傷的退伍軍人作伴和打靶。凱爾會見了遭受了嚴重受傷的老兵，在樹林的射擊場當教練，並逐漸開始適應家庭生活。
幾年後，於2013年2月2日，凱爾面帶著笑容告別他的妻子和兩個小孩，到射擊場和人打靶，遭到一位患有创伤后压力症候群的退伍老兵槍殺。凱爾過世後，大批車隊和數千人排隊沿高速公路為他送葬，且有上千多人在牛仔體育場參加他的追悼會。

## 演員
- 布萊德利·庫柏 飾演 克里斯·凱爾（Chris Kyle）[11]
- 席艾娜·米勒 飾演 泰雅·凱爾（Taya Kyle）[12]
- 路克·葛萊姆斯 飾演 馬克·李（Marc Lee）[13]
- 傑克·麥克道曼 飾演 萊恩·「比格斯」·約伯（Ryan "Biggles" Job）[14]
- 科瑞·哈德里克（英语：Cory Hardrict） 飾演 「D」 / 丹德里德（「D」 / Dandridge）[15]
- 凱文·洛茲（英语：Kevin Lacz） 飾演 道比爾（Dauber）[16]
- 納維德·奈嘉班 飾演 謝赫·艾爾-歐柏蒂（Sheikh Al-Obodi）[17]
- 凱爾·歐唐納 飾演 傑夫·凱爾（Jeff Kyle）
- 凱爾·蓋納 飾演 威斯頓（Winston）[18]
- 山姆·賈格 飾演 馬坦斯上尉（Captain Martens）[19]
- 山米·席克（英语：Sammy Sheik） 飾演 穆斯塔法（Mustafa），該角色部分基於伊拉克狙擊手朱巴（英语：Juba (sniper)）[20]
- 米多·哈馬達（英语：Mido Hamada） 飾演 「屠夫」（「The Butcher」），該角色可能基於阿布·達拉（英语：Abu Deraa）
- 艾瑞克·克羅斯 飾演 DIA探員史立德（DIA Agent Snead）[17]
- 艾瑞克·拉登 飾演 松鼠（Squirrel）[17]
- 布萊恩·哈利塞 飾演 傑拉斯比上尉（Captain Gillespie）
- 麥克斯·查爾斯 飾演 科爾頓·凱爾（Colton Kyle）[21]
- 喬爾·蘭伯特 飾演 三角洲部隊狙擊手[22]
- 班·李德 飾演 韋恩·凱爾（Wayne Kyle）
- 雷伊·加列戈斯 飾演 東尼（Tony）[17]

## 製作

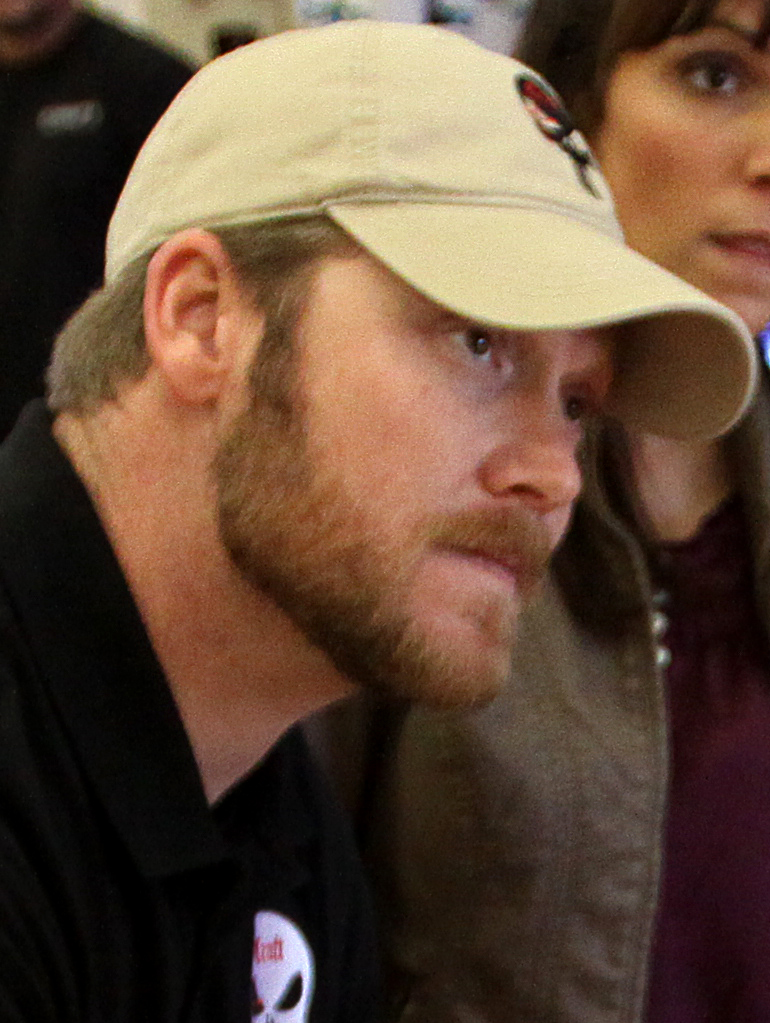
克里斯·凱爾，攝於2012年。

2012年5月24日，華納兄弟宣布，其已獲得這本書的權利，布萊德利·庫柏將在改編電影中擔任製片及主演。庫柏曾想過由克里斯·普瑞特飾演凱爾，但華納兄弟同意聘請庫柏擔任主演。9月，大衛·歐·羅素表示有興趣執導該片。2013年2月2日，克里斯·凱爾遭到謀殺。5月2日，宣布史蒂芬·史匹柏將擔任導演一職。史匹柏讀過凱爾的書，雖然他希望在劇本中有更多的心理衝突，因此「敵方狙擊手」的角色可視為試圖追蹤並殺死凱爾的叛軍狙擊手。史匹柏的想法促進了長達160頁的劇本的發展。由於華納兄弟的預算限制，史匹柏認為自己無法將他對故事的想法帶到螢幕上。8月5日，史匹柏退出導演職位。8月21日，據報導，克林·伊斯威特將接手執導。

### 選角
2014年3月14日，席艾娜·米勒加入演員行列。3月16日，凱爾·蓋納參演電影，而科瑞·哈德里克則在3月18日加入。3月20日，纳维德·内加班、艾瑞克·克羅斯、艾瑞克·拉登、雷伊·加列戈斯和傑克·麥克道曼加盟劇組，3月25日，路克·葛萊姆斯與山姆·賈格簽署出演電影。前海軍海豹部隊成員凱文·洛茲參與演員的行列，並同時擔任一名技術顧問。另一名海軍海豹部隊成員喬爾·蘭伯特也以一名三角洲部隊狙擊手的角色加盟電影。6月3日，麥克斯·查爾斯參演該片，詮釋凱爾的兒子科爾頓·凱爾。

### 拍攝
主要攝影於2014年3月31日在洛杉磯開始；劇組也有在摩洛哥拍攝。4月23日，《洛杉磯時報》報導，在阿富汗村莊為期10天的拍攝將於位在聖塔克拉利塔的藍雲電影牧場開始。5月7日，電影在埃爾森特羅周圍拍攝時被發現；牛奶工廠用於當作廢棄的椰棗工廠，叛軍在電影的高潮時自四面八方逼近。5月14日，庫珀被發現於加利福尼亞州的卡爾弗城拍攝一些場景，然後他在5月16日於洛杉磯再次進行拍攝作業。5月30日，庫珀和米勒在他們角色的婚禮場景的攝影過程中被發現；他們在瑪瑞娜戴爾瑞的一艘遊艇上拍攝。碼頭和酒吧的場景於加利福尼亞州的海豹灘拍攝。
攝影師湯姆·史登用阿萊Alexa XT數碼相機和PanavisionC、E及G系列變形鏡頭進行拍攝影。該片為伊斯威特繼《紐澤西男孩》之後，第二部採數碼化拍攝的作品。

### 音樂
電影包含范·莫里森的歌曲《Someone like You》，於婚禮場景時播放，以及顏尼歐·莫利克奈的《The Funeral》。

## 發行
2014年8月12日，宣布這部電影將於2014年12月25日在限定地區發行，2015年1月16日才會在其他地區上映。

### 評價
電影收穫了普遍影評人的好評。根據爛蕃茄上收集的257篇專業影評文章，其中184篇給出了「新鮮」的正面評價，「新鮮度」為72%，平均得分6.8分（滿分10分），而基於另一影評網站Metacritic上的48篇評論文章，其中36篇予以好評，無差評，12篇褒貶不一，平均分為72（滿分100）。據CinemaScore於首映週末的調查，觀眾給予《美國狙擊手》的平均評價於A+至F間落在罕見的「A+」。
前任第一夫人蜜雪兒·歐巴馬和前共和黨副總統提名人莎拉·裴琳也表示支持這部電影。

### 票房
《美國狙擊手》於北美的總票房為3.501億美元，其他地區1.97億美元，全球共計5.471億美元，而製片預算為5,800萬美元。計算所有預算及收入，Deadline.com估計，該片淨賺2.43億美元，使其成為2014年第二賺錢的電影，僅次派拉蒙影業的《變形金剛4：絕跡重生》。在全球範圍內，電影是歷史總榜上最賣座的戰爭電影（打破《搶救雷恩大兵》的紀錄）和伊斯威特迄今票房成績最好的作品。《美國狙擊手》為第七部總收入突破5億美元關卡的R級電影。
北美方面，該片為2014年最賣座的電影、最賣座的戰爭電影（未考慮通貨膨脹，而若調整後，其成績則次於《搶救雷恩大兵》的3.79億美元）、第三賣座的R級電影（次於《受難記：最後的激情》及《惡棍英雄：死侍》）、華納兄弟第四賣座的電影（次於《黑暗騎士》、《黑暗騎士：黎明昇起》及《哈利波特：死神的聖物Ⅱ》）及第八賣座的奧斯卡最佳影片獎入圍電影（次於《阿凡達》、《鐵達尼號》、《星際大戰四部曲：曙光乍現》、《E.T.外星人》、《玩具總動員3》、《魔戒三部曲：王者再臨》及《魔戒二部曲：雙城奇謀》）。《美國狙擊手》成為第七部在美國和加拿大進帳逾3億美元的華納兄弟電影，且是第50部達到該標準的電影。其收穫的票房不亞於其他入圍2014年奧斯卡最佳影片獎的電影收益總和。2015年3月8日，《美國狙擊手》超越《飢餓遊戲：自由幻夢Ⅰ》登上2014年票房總榜的冠軍寶座，使其成為在年底排名上居冠的電影中，繼《搶救雷恩大兵》以來的首部R級電影和繼《阿凡達》以來的首部非系列電影。
台灣方面，首週四天票房為新台幣3,387萬元；次週票房累計至新台幣7,700萬元；第三週票房累計至新台幣1.06億元；第四週票房累計至新台幣1.22億元；最終全台票房為新台幣1.4億元。

### 十大榜單
《美國狙擊手》被列入於許多評論家的十大榜單中：
- 第1名 – 凱爾·史密斯（英语：Kyle Smith），《紐約郵報》
- 第3名 – 泰·布爾，《波士頓環球報》
- 第6名 – 理察·布羅迪，《紐約客》
- 第6名 – 詹姆斯·凡奈爾，《波士頓先驅報（英语：Boston Herald）》
- 第7名 – 詹姆斯·伯拉迪尼利（英语：James Berardinelli），Reelviews
- 第7名 – 盧·路曼尼克（英语：Lou Lumenick），《紐約郵報》
- 第8名 – 馬拉·萊因斯坦，《美國周刊（英语：Us Weekly）》
- 第9名 – 史考特·范伯格，《好萊塢報導》
- 第9名 – 伊莉莎白·韋茲曼，《紐約每日新聞》
- 第10名 – 史考特·方德斯，《綜藝》
- 第10名 – 《時人》
- 前10名（按字母排列順序） – 大衛·鄧比（英语：David Denby），《紐約客》
- 2014年最佳電影（按字母順序排列，不排名） – 肯尼斯·圖藍（英语：Kenneth Turan），《洛杉磯時報》
- 2014年最佳電影（按字母順序排列，不排名） – 曼諾拉·吉斯（英语：Manohla Dargis），《紐約時報》

### 家庭媒體
電影的藍光及DVD版本於2015年5月19日發布。

### 榮譽
| 獲獎及提名列表       | 獲獎及提名列表          | 獲獎及提名列表                                                      | 獲獎及提名列表 | 獲獎及提名列表 |
| 獎／影展             | 類別                    | 獲提名者                                                            | 結果           | 參考資料       |
| -------------------- | ----------------------- | ------------------------------------------------------------------- | -------------- | -------------- |
| 第87届奥斯卡金像奖   | 最佳影片                | 克林·伊斯威特、勞勃·羅倫茲、安德魯·拉扎爾、布萊德利·庫柏和彼得·摩根 | 提名           | [ 64 ]         |
| 第87届奥斯卡金像奖   | 最佳男主角              | 布萊德利·庫柏                                                       | 提名           | [ 64 ]         |
| 第87届奥斯卡金像奖   | 最佳改編劇本            | 傑森·霍爾 (編劇)                                                    | 提名           | [ 64 ]         |
| 第87届奥斯卡金像奖   | 最佳影片剪辑            | 喬爾·考克斯和蓋瑞·D·羅奇                                            | 提名           | [ 64 ]         |
| 第87届奥斯卡金像奖   | 最佳音效剪辑            | 艾倫·羅柏·默里和布柏·阿斯曼                                         | 獲獎           | [ 64 ]         |
| 第87届奥斯卡金像奖   | 最佳混音                | 約翰·瑞茲、格雷格·魯德洛夫和華特·馬丁                               | 提名           | [ 64 ]         |
| 藝術指導公會獎       | 當代電影卓越藝術設計    | 詹姆士·J·穆拉卡米和查里斯·卡德納斯                                  | 提名           | [ 65 ]         |
| ACE艾迪獎            | 編輯獎最佳故事片-戲劇類 | 喬爾·考克斯和蓋瑞·D·羅奇                                            | 提名           | [ 66 ]         |
| 2014美國電影學會獎   | 年度十佳電影            | 《美國狙擊手》                                                      | 獲獎           | [ 67 ]         |
| 英国电影学院奖       | 最佳改编剧本            | 傑森·霍爾                                                           | 提名           | [ 68 ]         |
| 英国电影学院奖       | 最佳混音                | 華特·馬丁、約翰·瑞茲、格雷格·魯德洛夫、艾倫·羅柏·默里和布柏·阿斯曼  | 提名           | [ 68 ]         |
| 美国导演工会奖       | 最佳电影导演            | 克林·伊斯威特                                                       | 提名           | [ 69 ]         |
| 第20屆評論家選擇獎   | 最佳動作電影            | 《美國狙擊手》                                                      | 提名           | [ 70 ]         |
| 第20屆評論家選擇獎   | 最佳動作片男主角        | 布萊德利·庫柏                                                       | 獲獎           | [ 70 ]         |
| 2015年MTV電影大獎    | 年度電影                | 《美國狙擊手》                                                      | 提名           | [ 71 ]         |
| 2015年MTV電影大獎    | 最佳男演員              | 布萊德利·庫柏                                                       | 獲獎           | [ 71 ]         |
| 第86屆國家評論協會獎 | 十佳電影                | 《美國狙擊手》                                                      | 獲獎           | [ 72 ]         |
| 第86屆國家評論協會獎 | 最佳導演                | 克林·伊斯威特                                                       | 獲獎           | [ 72 ]         |
| 美国制片人工会奖     | 最佳影片                | 布萊德利·庫柏、克林·伊斯威特、安德魯·拉扎爾、勞勃·羅倫茲和彼得·摩根 | 提名           | [ 73 ]         |
| 第41屆土星獎         | 最佳驚悚電影            | 《美國狙擊手》                                                      | 提名           | [ 74 ]         |
| 美国编剧工会奖       | 最佳改编剧本            | 傑森·霍爾                                                           | 提名           | [ 75 ]         |
| 第39届日本电影金像奖 | 最佳外语片              | 《美國狙擊手》                                                      | 獲獎           | [ 76 ]         |

## 外部連結
- 官方网站
- 互联网电影数据库（IMDb）上《美國狙擊手》的资料（英文）
- 開眼電影網上《美國狙擊手》的資料（繁體中文）
- 豆瓣电影上《美国狙击手》的資料 （简体中文）
- 时光网上《美国狙击手》的資料（简体中文）
- AllMovie上《美國狙擊手》的资料（英文）
- 爛番茄上《美國狙擊手》的資料（英文）
- Box Office Mojo上《美國狙擊手》的資料（英文）
- TCM电影资料库上《美國狙擊手》的资料（英文）
- Metacritic上《美國狙擊手》的資料（英文）